# Cathédrale de Bisaccia
La cathédrale de Bisaccia est une église catholique romaine de Bisaccia, en Italie. Il s'agit d'une cocathédrale de l'archidiocèse de Sant'Angelo dei Lombardi-Conza-Nusco-Bisaccia.